# Parlamentswahl in Nordzypern 2009
- TDP: 2
- CTP: 15
- ÖRP: 2
- DP: 5
- UBP: 26

Die Parlamentswahlen in Nordzypern fanden am 19. April 2009 statt.
Bei der Wahl traten sieben Parteien an von denen zwei an der 5 %-Hürde scheiterten. Die UBP gewann zum ersten Mal seit 1990 die absolute Mehrheit im Parlament mit 50 Sitzen.

## Hintergrund
Die Parlamentswahlen die eigentlich im 5 Jahren Abstand stattfinden und damit erst in 2010 stattgefunden hätten, wurden von der CTP vorgezogen. Vor der Wahl versprach der Führer der CTP Talat eine EU-Mitgliedschaft von Nordzypern nach Gesprächen mit dem Zyprischen Präsidenten Dimitris Christophias. Dies passierte jedoch nicht.

## Ergebnis
| Ulusal Birlik Partisi (UBP, nationalkonservativ)    | 622.804   | 43,97 | 26 | +7 |
| Cumhuriyetçi Türk Partisi (CTP, sozialdemokratisch) | 415.574   | 29,34 | 15 | –9 |
| Demokrat Parti (DP, konservativ)                    | 150.695   | 10,64 | 5  | –1 |
| Toplumcu Demokrasi Partisi (TDP, Mitte-links)       | 97.334    | 6,67  | 2  | +1 |
| Özgürlük ve Reform Partisi (ÖRP, liberal)           | 87.879    | 6,20  | 2  | +2 |
| Birleşik Kıbrıs Partisi (BKP, sozialistisch)        | 34.239    | 2,24  | 0  | ±0 |
| Sonstige                                            | 7.927     | 0,56  | 0  | ±0 |
| insgesamt                                           | 1.416.452 | 100   | 50 | ±0 |
| Wahlberechtigte/Wahlbeteiligung                     | 161.373   | 81,68 | –  | –  |
| Quelle: YSK                                         |           |       |    |    |